# Білле Аугуст
Білле Ауґуст (дан. Bille August; нар. 9 листопада 1948, Бреде, Данія) — данський кінорежисер, сценарист і кінооператор. Дворазовий лауреат Золотої пальмової гілки Каннського міжнародного кінофестивалю (1988 і 1992 року) та низки інших фестивальних та професійних кінонагород .

## Біографія
Білле Ауґуст народився 9 листопада 1948 року в пердмісті Копенгагена Бреде, Данія. Навчався архітектурі на батьківщині, потім у Школі документального фільму (суах. Dokumentarskolan) в Стокгольмі (Швеція). У 1971 закінчив Данський кіноінститут в Копенгагені (дан. Den Danske Filmskole). Працювати в кіно начал як оператор наприкінці 1970-х. Перший власний фільм «Медовий місяць» поставив у 1978 році і відразу отримав данську національну кінопремію «Боділ» в номінації за найкращий данський фільм. Після цього зняв ще декілька фільмів як оператор і поставив телефільм Може. У 1983 і 1984 роках поставив два фільми за творами данського письменника Б'ярне Ройтера — «Заппа» (1983) і «Світ Бастера» (1984).
У 1988-му фільм Ауґуста «Пелле-завойовник» за романом Мартіна Андерсена-Нексе показали в основному конкурсі 41-го Каннського міжнародного кінофестивалю і отримав головний приз — «Золоту пальмову гілку». Пізніше цей же фільм отримав і «Оскара» за найкращий фільм іноземною мовою. Через кілька років за пропозицією Інгмара Бергмана Ауґуст ставить у Швеції за його сценарієм фільм «Добрі наміри», який в 1992 році знову приносить режисерові головний приз Каннського кінофестивалю, а його дружині Перніллі — премію за найкраще виконання жіночої ролі. Таким чином, Білле Ауґуст став третім (після Альфа Шеберга і Френсіса Форда Копполи) режисером, який двічі отримував головний приз фестивалю в Каннах (після Ауґуста це досягнення повторили Емир Кустуриця, Сьохей Імамура, брати Дарденн і Міхаель Ганеке).
У 1993 році Білле Ауґуст спільно з кінематографістами Німеччини і Португалії екранізував бестселер (1985) племінниці чилійського президента Ізабель Альєнде. У сімейній сазі «Будинок духів» про життя чотирьох поколінь сім'ї чилійських аристократів режисер зняв ціле сузір'я акторів світового класу — Меріл Стріп, Ванессу Редгрейв, Гленна Клоуза, Джеремі Айронса, Вайнону Райдер, Антоніо Бандераса. Після цієї стрічки Ауґуст знову повернувся до скандинавської тематики та здійснив свою давню мрію, екранізувавши у 1996 році роман лауреата Нобелівської премії Сельми Лаґерлеф «Єрусалим» (1902).

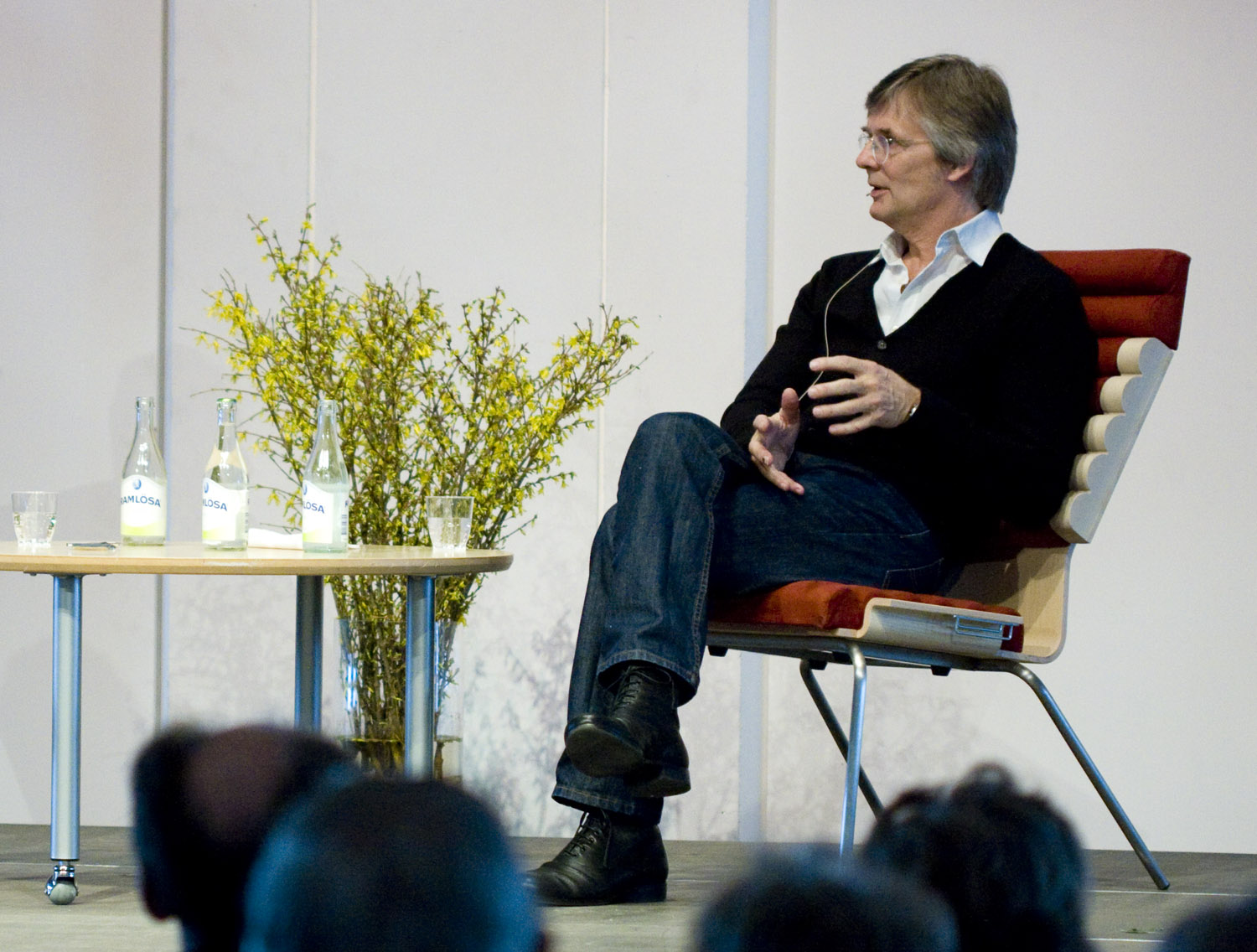
Б. Ауґуст у 2008 році

Після епічного «Єрусалиму» Білле Ауґуст зняв стрічку в жанрі фантастичного трилера «Снігове чуття Смілли» (1997), а наступного року екранізував роман Віктора Гюго «Знедолені» (1998).
У 2007 році вийшла біографічна історична драма Білле Ауґуста «Прощавай, Бафано» про білого південноафриканського расиста, що впродовж 20 років охороняв відомого політв'язня Нельсона Манделу, який результаті докорінно змінив його життя. Того ж року Ауґуст увійшов до режисерського ансамблю фільму «У кожного своє кіно»; до стрічки увійшли 34 кіноновели, тривалістю 3-4 хвилини кожна, від всесвітньо відомих режисерів з 25 країн і 5 континентів.
23 вересня 2011 року Ауґуст оголосив, що відкрив свою кіностудію в Ханчжоу (КНР).
На грудень 2016 року заплановано початок знімання Білле Ауґустом байопіку про модельєра Джанні Версаче, де головну роль має виконати Антоніо Бандерас, який до цього знімався у режисера в фільмі «Будинок духів» (1993).

## Фільмографія
| Рік     |     | Назва українською                                | Оригінальна назва                                           | Режисер | Сценарист | Продюсер |
| ------- | --- | ------------------------------------------------ | ----------------------------------------------------------- | ------- | --------- | -------- |
| 1978    |     | Медовий місяць                                   | Honning måne                                                | Так     | Так       |          |
| 1982    | т/ф | Може                                             | Maj                                                         | Так     |           |          |
| 1983    |     | Заппа                                            | Zappa                                                       | Так     | Так       |          |
| 1984    |     | Світ Бастера                                     | Busters verden                                              | Так     |           |          |
| 1984    |     | Вірність, надія і любов                          | Tro, håb og kærlighed                                       | Так     | Так       |          |
| 1987    |     | Пелле-завойовник                                 | Pelle erobreren                                             | Так     | Так       |          |
| 1991    | т/с | Добрі наміри                                     | Den goda viljan                                             | Так     |           |          |
| 1991    |     | Добрі наміри                                     | Den goda viljan                                             | Так     |           |          |
| 1992-93 | т/с | Пригоди молодого Індіани Джонса                  | The Young Indiana Jones Chronicles                          | Так     |           |          |
| 1993    |     | Будинок духів                                    | The House of the Spirits                                    | Так     | Так       |          |
| 1996    |     | Єрусалим                                         | Jerusalem                                                   | Так     | Так       |          |
| 1997    |     | Снігове чуття Смілли                             | Smilla's Sense of Snow                                      | Так     |           |          |
| 1998    |     | Знедолені                                        | Les Misérables                                              | Так     |           |          |
| 1999    | в   | Пригоди молодого Індіани Джонса: Суперники       | The Adventures of Young Indiana Jones: Tales of Innocence   | Так     |           |          |
| 2000    | т/ф | Пригоди молодого Індіани Джонса: Пастки Купідона | The Adventures of Young Indiana Jones: The Perils of Cupid  | Так     |           |          |
| 2001    |     | Пісня для Мартіна                                | En sång för Martin                                          | Так     | Так       | Так      |
| 2003    | т/ф | Деталі                                           | Detaljer                                                    | Так     | Так       |          |
| 2004    |     | Повернути відправнику                            | Return to Sender                                            | Так     |           |          |
| 2007    |     | Прощавай, Бафано                                 | Goodbye Bafana                                              | Так     | Так       |          |
| 2007    |     | У кожного своє кіно                              | Chacun son cinéma ou Ce petit coup au coeur quand la lumiè… | Так     |           |          |
| 2012    |     | Дружина художника                                | Marie Krøyer                                                | Так     |           |          |
| 2013    |     | Нічний потяг до Лісабона                         | Night Train to Lisbon                                       | Так     |           |          |
| 2014    |     | Тихе серце                                       | Stille hjerte                                               | Так     |           |          |
| 2016    |     | Китайська вдова                                  | The Chinese Widow                                           | Так     |           |          |
| 2017    |     | 55 кроків                                        | 55 Steps                                                    | Так     |           |          |
| 2023    |     | Еренгард: Мистецтво зваблення                    | Ehrengard: Forførelsens kunst                               | Так     |           |          |

## Визнання
| Нагороди та номінації Білле Ауґуста        | Нагороди та номінації Білле Ауґуста                              | Нагороди та номінації Білле Ауґуста               | Нагороди та номінації Білле Ауґуста |
| Рік                                        | Категорія                                                        | Фільм                                             | Результат                           |
| ------------------------------------------ | ---------------------------------------------------------------- | ------------------------------------------------- | ----------------------------------- |
| Премія «Боділ»                             |                                                                  |                                                   |                                     |
| 1979                                       | Найкращий фільм                                                  | Медовий місяць                                    | Перемога                            |
| 1988                                       | Найкращий фільм                                                  | Пелле-завойовник                                  | Номінація                           |
| 2002                                       | Найкращий фільм                                                  | Пісня для Мартіна                                 | Номінація                           |
| 2015                                       | Найкращий фільм                                                  | Тихе серце                                        | Перемога                            |
| Московський міжнародний кінофестиваль      |                                                                  |                                                   |                                     |
| 1979                                       | Золотий приз                                                     | Медовий місяць                                    | Номінація                           |
| 1983                                       | Золотий приз                                                     | Заппа                                             | Номінація                           |
| 1985                                       | Золотий приз                                                     | Вірність, надія і любов                           | Номінація                           |
| Чиказький міжнародний кінофестиваль        |                                                                  |                                                   |                                     |
| 1980                                       | Золотий Г'юго за найкращий художній фільм                        | Медовий місяць                                    | Номінація                           |
| 2012                                       | Золотий Г'юго за найкращий художній фільм                        | Дружина художника                                 | Номінація                           |
| Берлінський міжнародний кінофестиваль      |                                                                  |                                                   |                                     |
| 1985                                       | Премія ЮНІСЕФ                                                    | Світ Бастера                                      | Перемога                            |
| 1985                                       | Приз Міжнародного центру фільмів для дітей і молоді (C.I.F.E.J.) | Світ Бастера                                      | Перемога                            |
| Премія «Роберт»                            |                                                                  |                                                   |                                     |
| 1985                                       | Найкращий сценарій                                               | Вірність, надія і любов (разом з Б'ярне Реутером) | Перемога                            |
| 1988                                       | Найкращий фільм                                                  | Пелле-завойовник                                  | Перемога                            |
| 1988                                       | Найкращий сценарій                                               | Пелле-завойовник                                  | Перемога                            |
| 1994                                       | Найкращий фільм                                                  | Будинок духів                                     | Перемога                            |
| 1994                                       | Найкращий сценарій                                               | Будинок духів                                     | Перемога                            |
| 2015                                       | Найкращий фільм                                                  | Тихе серце                                        | Номінація                           |
| 2015                                       | Найкращий режисер                                                | Тихе серце                                        | Номінація                           |
| 2015                                       | Приз глядацьких симпатій                                         | Тихе серце                                        | Номінація                           |
| 1997                                       | Золотий ведмідь                                                  | Снігове чуття Смілли                              | Номінація                           |
| 2007                                       | Золотий ведмідь                                                  | Прощавай, Бафано                                  | Номінація                           |
| Премія «Оскар»                             |                                                                  |                                                   |                                     |
| 1987                                       | Найкращий фільм іноземною мовою                                  | Пелле-завойовник                                  | Перемога                            |
| Каннський міжнародний кінофестиваль        |                                                                  |                                                   |                                     |
| 1988                                       | Золота пальмова гілка                                            | Пелле-завойовник                                  | Перемога                            |
| 1992                                       | Золота пальмова гілка                                            | Добрі наміри                                      | Перемога                            |
| 1992                                       | Премія Peace Film                                                | Добрі наміри                                      | Перемога                            |
| Премія «Сезар»                             |                                                                  |                                                   |                                     |
| 1989                                       | Найкращий фільм з Європейського Союзу                            | Пелле-завойовник                                  | Номінація                           |
| Премія BAFTA                               |                                                                  |                                                   |                                     |
| 1990                                       | Найкращий неангломовний фільм                                    | Пелле-завойовник                                  | Номінація                           |
| Премія «Аманда» / Норвегія                 |                                                                  |                                                   |                                     |
| 1993                                       | Почесна нагорода                                                 | Почесна нагорода                                  | Перемога                            |
| Міжнародний кінофестиваль у Сан-Себастьяні |                                                                  |                                                   |                                     |
| 2014                                       | Золота мушля                                                     | Тихе серце                                        | Номінація                           |